# Johnny Servoz-Gavin
Johnny Servoz-Gavin, francoski dirkač Formule 1, *18. januar 1942, Grenoble, Francija, †29. maj 2006, Grenoble, Francija.
Georges-Francis Servoz-Gavin, bolj znan kot Johnny Servoz-Gavin, je pokojni francoski dirkač Formule 1. Debitiral je v sezoni 1967, ko je nastopil le na Veliki nagradi Monaka, kjer je odstopil. V naslednji sezoni 1968 je na Veliki nagradi Italije osvojil drugo mesto, svoj daleč najboljši rezultat v karieri. V sezoni 1969 je osvojil šesto mesto na Veliki nagradi Kanade, v sezoni 1970 pa peto mesto na 
Veliki nagradi Španije, po koncu sezone 1970 pa se je upokojil kot dirkač Formule 1. Leta 2006 je umrl v svojem rojstnem mestu Grenoble.

## Popoln pregled rezultatov Formule 1
(legenda) (odebeljene dirke pomenijo najboljši štartni položaj, poševne pa najhitrejši krog, †-uvrščen kljub odstopu)
| Leto | Moštvo                      | Šasija         | Motor               | 1       | 2       | 3       | 4   | 5   | 6       | 7       | 8   | 9     | 10      | 11    | 12      | 13  | Prv | Toč |
| ---- | --------------------------- | -------------- | ------------------- | ------- | ------- | ------- | --- | --- | ------- | ------- | --- | ----- | ------- | ----- | ------- | --- | --- | --- |
| 1967 | Matra Sports                | Matra MS7 (F2) | Cosworth Straight-4 | JAR     | MON Ret | NIZ     | BEL | FRA | VB      | NEM     | KAN | ITA   | ZDA     | MEH   |         |     | -   | 0   |
| 1968 | Matra International         | Matra MS10     | Cosworth V8         | JAR     | ŠPA     | MON Ret | BEL | NIZ |         | VB      | NEM | ITA 2 | KAN Ret | ZDA   | MEH Ret |     | 13. | 6   |
| 1968 | Cooper Car Company          | Cooper T86B    | BRM V12             |         |         |         |     |     | FRA Ret |         |     |       |         |       |         |     | 13. | 6   |
| 1969 | Matra International         | Matra MS7 (F2) | Cosworth Straight-4 | JAR     | ŠPA     | MON     | NIZ | FRA | VB      | NEM Ret | ITA |       |         |       |         |     | 17. | 1   |
| 1969 | Matra International         | Matra MS84     | Cosworth V8         |         |         |         |     |     |         |         |     | KAN 6 | ZDA NC  | MEH 8 |         |     | 17. | 1   |
| 1970 | Tyrrell Racing Organisation | March 701      | Cosworth V8         | JAR Ret | ŠPA 5   | MON DNQ | BEL | NIZ | FRA     | VB      | NEM | AVT   | ITA     | KAN   | ZDA     | MEH | 20. | 2   |